# Dichagyris armeniaca
Dichagyris armeniaca är en fjärilsart som beskrevs av Igor Kozhanchikov 1930. Dichagyris armeniaca ingår i släktet Dichagyris och familjen nattflyn. Inga underarter finns listade i Catalogue of Life.